# Вентспилс (аэропорт)
Аэропорт «Вентспилс» (латыш. Lidosta "Ventspils", ИАТА: VNT, ИКАО: EVVA) — латвийский региональный международный аэропорт общего назначения, который находится в пяти километрах от центра города Вентспилса и в 190 км от Риги. Технические характеристики аэродрома позволяют обслуживать самолёты с максимальной взлётной массой не более 30 тонн.

## Местоположение
Аэропорт расположен в малонаселённом районе, на южной границе города Вентспилс и в северной части Вентспилсского края, в Варвской волости. Ближайшие жилые дома находятся в 400 метрах, территорию аэродрома окружают сельскохозяйственные земли. К востоку от аэропорта проходит шоссе Кулдига—Вентспилс, на северо-западе располагаются заводы SIA «Bucher Schoerling Baltic» и SIA «Malmar Sheet Metal».

## История
Аэродром был создан еще до Второй мировой войны. К 1939 году планировалось открыть воздушный маршрут Рига—Вентспилс—Лиепая, но проект не был реализован. По условиям Пакта о взаимопомощи между СССР и Латвийской Республикой в 1940 году он использовался Вооружёнными силами СССР. В июне 1941 года на аэродроме находились 54 советских бомбардировщика, принадлежащих 40-му скоростному бомбардировочному авиационному полку.
Аэропорт «Вентспилс» был построен в 1975 году. В то время в аэропорту работало 45 человек. Была построена асфальтобетонная взлётно-посадочная полоса, пригодная для обслуживания самолетов третьего и четвертого классов – Ан-2, Ан-24, Як-40. Вместе со строительством полосы был построен перрон, а также диспетчерский пункт. География полетов была невелика, регулярные рейсы проводились по трём направлениям: в Ригу, в Ленинград и в Минск. Кроме регулярных рейсов, аэропорт использовался для различных задач, таких как охрана государственной границы, надзор за нефтепроводом, патрулирование лесов, рыбная инспекция и т. д., выполняемых вертолётами Ми-2.
Работа аэропорта была приостановлена в 1983 году.
В 1997 году была начата разработка проекта по восстановлению аэропорта.
В 2000 году была создана администрация аэропорта. Персонал прошёл обучение, был проведён ремонт покрытия взлётно-посадочной полосы, переоборудован терминал. В конце 2000 года Агентство гражданской авиации Латвии вручило сертификат, удостоверяющий, что аэродром отвечает требованиям по проведению нерегулярных рейсов. В том же 2000 году из аэропорта были выполнены первые международные рейсы — в Палангу и в Будапешт.
В 2003 году был построен новый пассажирский терминал аэропорта, площадью 302 м².
В 2004 году на территории аэропорта была построена топливная станция. Первым заказчиком этой услуги стал вертолёт Ми-8 Военно-воздушных сил Латвии, который используется для авиационно-спасательных и поисковых операций в Курземе и районе Балтийского моря. В 2004 году в Вентспилсском аэропорту также начала работу диспетчерская служба «Latvijas gaisa satiksme» («Латвийское воздушное сообщение»), что дало аэропорту статус международного.
В 2008 году латвийское правительство приняло решение о выделении 1,1 млн латов на обеспечение полётов из Риги в Вентспилс, и AirBaltic открывает маршрут Рига—Вентспилс. Для полётов использовались самолёты ATR-42-300 литовской авиокомпании Danu Oro Transportas, длительность перелёта составляла 45 минут. В сентябре 2008 года регулярные полёты в Ригу были приостановлены из-за того, что Вентспилсский аэропорт не был оснащён для зимней эксплуатации. За сезон с 11 апреля по 29 сентября 2008 года аэропорт обслужил 6779 пассажиров на маршруте Рига—Вентспилс—Рига.
В 2009 году были проведены ремонтные работы на взлётно-посадочной полосе. Планировалось возобновить регулярное сообщение весной 2009 года, но этого не произошло.
13 декабря 2011 года аэродрому был вручён сертификат аэродрома общего назначения, в соответствии с которым аэродром может обслуживать местные и международные рейсы днём и ночью по правилам визуальных полётов. В 2011 году вентспилсскому аэродрому был присвоен статус аэродрома государственного значения. По состоянию на 2018 год, в аэропорту работают всего 5 человек.

## Услуги
Кроме обслуживания полётов, аэропорт предлагает услуги по доставке багажа к самолёту и от него, заправка топливом JET A-1, предоставление метеорологической информации, обеспечение безопасности воздушного судна, таможня и пограничная охрана по заявке, бронирование отеля и такси.